# 阿尔瓦拉蒂略
阿尔瓦拉蒂略，是西班牙阿拉贡自治区韦斯卡省的一个市镇。总面积9平方公里，总人口259人（2001年），人口密度29人/平方公里。